# Prefeitura Nacional do Povo
A Prefeitura Nacional do Povo foi uma organização Autogovernamental, que surgiu como uma prefeitura autônoma na Manchúria em Abril de 1929, que promovia a independência da Coréia e servia como refugio para pessoas e etnia coreanos que vinham da Ocupação japonesa da Coreia ou que viviam na região.
No final da década de 1920, grupos antijaponeses na Manchuria, filiados ao Governo de Unificação Coreana, formaram no sul da região - que ainda era controlada pela República da China - a partir da fusão de três organizações coreanas, um pequeno autogoverno na fronteira com a Coréia japonesa, se organizando em setores e gabinetes, inicialmente como um governo militar. A sede da Prefeitura Popular Nacional foi estabelecida em Xingyeong.  
Em 1932, após a criação de Manchukuo pelo Japão, a prefeitura foi desmantelada e reprimida pelo exército japonês, que já havia um histórico de confrontos na região. As ultimas forças de resistência coreana na região se renderam em Abril 1934  

### Forças Armadas
Quando a prefeitura foi criada, o Comitê Executivo Central organizou um "Exército de Independência" e um Comitê Militar liderado pelo comandante Lee Woong. Pouco depois, este exército formou o "Exército Revolucionário Coreano", que se movia e agia de forma independente da prefeitura, que tinha como objetivo apoiar o autogoverno. O Exército contou com 12 mil tropas organizadas entre 10 a 7 unidades por divisão estacionados por toda a prefeitura. 